# Liste des résolutions du Conseil de sécurité des Nations unies sur le Royaume-Uni
Pour un article plus général, voir Liste des résolutions du Conseil de sécurité des Nations unies par pays.
Cet article dresse une liste des résolutions du Conseil de sécurité des Nations unies concernant le Royaume-Uni.

## Royaume-Uni
En forme longue le Royaume-Uni de Grande-Bretagne et d'Irlande du Nord, en anglais United Kingdom et United Kingdom of Great Britain and Northern Ireland.
Le Royaume-Uni est membre fondateur de l'organisation des Nations unies.
- Résolution 19 : incidents survenus dans le détroit de Corfou (adoptée le 27 février 1947 lors de la 114e séance).
- Résolution 22 : incidents survenus dans le détroit de Corfou (adoptée le 9 avril 1947 lors de la 127e séance).
- Résolution 118 : exigences quant au règlement de l'affaire de Suez (adoptée le 13 octobre 1956).
- Résolution 119 : plainte de l'Égypte (adoptée le 31 octobre 1956) .
- Résolution 188 : plainte du Yémen (adoptée le 9 avril 1964).
- Résolution 353 : la résolution demande aux pays garants de la Constitution et de l'indépendance chypriote : la Grèce, la Turquie et le Royaume-Uni, d'entrer immédiatement en négociations pour rétablir la paix sur l'île, à la suite de l’intervention militaire turque. (adoptée le 20 juillet 1974).
- Résolution 502 : Îles Falkland (Islas Malvinas) (adoptée le 3 avril 1982).
- Résolution 505 : Îles Falkland (Islas Malvinas) (adoptée le 26 mai 1982).
- Résolution 984 : proposition de la Chine, des États-Unis d’Amérique, de la fédération de Russie, de la France et du Royaume-Uni de Grande-Bretagne et d’Irlande du Nord concernant des garanties de sécurité à États non nucléaires parties au TNP.
- Résolution 1160 : la Lettre du Royaume-Uni de Grande-Bretagne (S/1998/223) et la Lettre des États-Unis d'Amérique (S/1998/272).
- Résolution 1506 : lettres datées des 20 et 23 décembre 1991, émanant des États-Unis d'Amérique, de la France et du Royaume-Uni de Grande-Bretagne et d'Irlande du Nord (S/23306, S/23307, S/23308, S/23309 et S/23317) ; Lettre datée du 15 août 2003, adressée au président du Conseil de sécurité par le Chargé d'affaires par intérim de la mission permanente de la Jamahiriya arabe libyenne auprès de l'Organisation des Nations unies (S/2003/818) ; Lettre datée du 15 août 2003, adressée au président du Conseil de sécurité par les représentants permanents des États-Unis d'Amérique et du Royaume-Uni de Grande-Bretagne et d'Irlande du Nord auprès de l'Organisation des Nations unies (S/2003/819) ; Mise aux voix du projet de Résolution S/2003/824.